# Gers (departement)
Gers [žér nebo žers] je francouzský departement ležící v regionu Okcitánie. Název pochází od řeky Gers. Hlavní město je Auch.

## Geografie

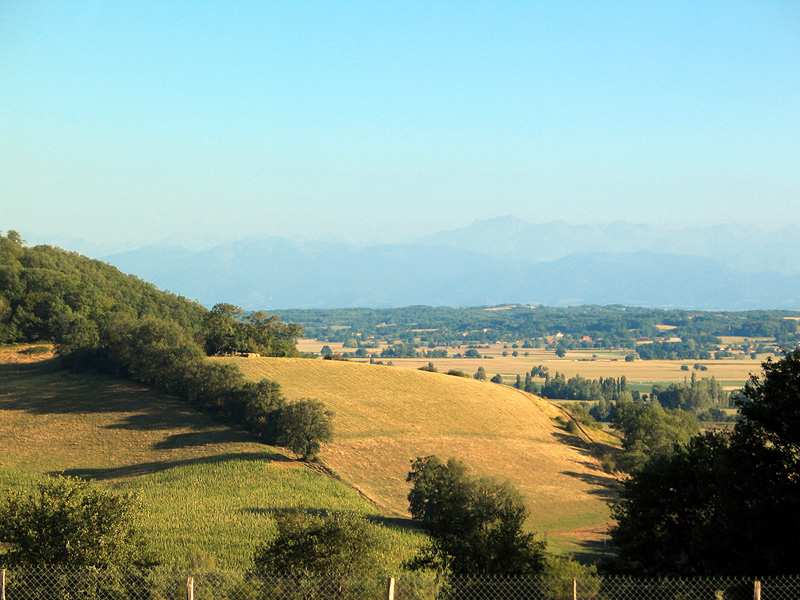
Letní krajina v Gers

## Historie
Gers je jedním z 83 departementů vytvořených během Francouzské revoluce 4. března 1790 aplikací zákona z 22. prosince 1789.

## Osobnosti spjaté s departementem Gers
- D'Artagnan